# (5930) Zhiganov
(5930) Zhiganov (1975 VW2) – planetoida z grupy pasa głównego asteroid okrążająca Słońce w ciągu 3 lat i 137 dni w średniej odległości 2,25 j.a. Została odkryta 2 listopada 1975 roku.